# Guelmim-Oued Noun
Die Region Guelmim-Oued Noun (arabisch كلميم - واد نون, marokkanisches Tamazight ⴳⵯⵍⵎⵉⵎ- ⵡⴰⴷ ⵏⵓⵏ Guelmim‑Wad Nun) ist eine der – nach einer Verwaltungsreform im Jahr 2015 neuentstandenen – zwölf Regionen Marokkos. Der Name der Region leitet sich ab von der Stadt Guelmim und dem Fluss Oued Noun. Die Hauptstadt der Region ist die Stadt Guelmim.

## Lage
Die Region erstreckt sich im Süden des Königreichs nahe der Grenze zu den seit 1975/76 besetzten Westsahara-Gebieten in Höhen zwischen 0 und etwa 1200 m ü. d. M. Die Region umfasst im Wesentlichen die westlichen Ausläufer des Anti-Atlas-Gebirges, einen Küstenstreifen am Atlantik mit der Stadt Sidi Ifni sowie die Region nördlich der politisch umstrittenen Westsahara-Gebiete.

## Bevölkerung
In der gesamten Region Guelmim-Oued Noun leben etwa 434.000 Menschen (zumeist Berber) auf einer Fläche von rund 44.000 km². Ca. 154.000 Menschen leben in ländlichen Gebieten (communes rurales), ca. 280.000 Personen leben in Städten (municipalités).

## Provinzen
Die Region besteht aus folgenden Präfekturen bzw. Provinzen, deren Hauptstädte oft denselben Namen haben:
- Provinz Assa-Zag
- Provinz Guelmim
- Provinz Sidi Ifni
- Provinz Tan-Tan